# Schizocosa pilipes
Schizocosa pilipes là một loài nhện trong họ Lycosidae.
Loài này thuộc chi Schizocosa. Schizocosa pilipes được Ferdinand Karsch miêu tả năm 1879.